# مطار جزيرة صير بني ياس
مطار صير بني ياس (IATA: XSB، ICAO: OMBY) هو مطار يخدم جزيرة صير بني ياس في الإمارات العربية المتحدة.

## وصف
بدأ تشغيل مطار صير بني ياس في 2008، ويقوم هذا المطار بالدرجة الأولى على خدمة السياح الذين يزورون الجزيرة، ويقع المطار على بعد 250 كيلومتر إلى الجنوب الغربي من ساحل أبوظبي في المنطقة الغربية.